# Полевой (Пензенская область)
Полевой — посёлок в Бессоновском районе Пензенской области России. Входит в состав Кижеватовского сельсовета.

## География
Посёлок находится в центральной части Пензенской области, в пределах западных склонов Приволжской возвышенности, в лесостепной зоне, на расстоянии примерно 18 километров (по прямой) к юго-востоку от села Бессоновки, административного центра района. Абсолютная высота — 257 метров над уровнем моря.
Климат
Климат характеризуется как умеренно континентальный, с жарким летом и холодной продолжительной зимой. Средняя температура воздуха самого холодного месяца (января) составляет −12 °C; самого тёплого месяца (июля) — 20 °C. Годовое количество атмосферных осадков составляет около 500 мм. Снежный покров держится в среднем в течение 148 дней в году.

## История
Основан в 1976 году на территории Чемодановского сельсовета.

## Население
| 2010 | 2021 |
| ---- | ---- |
| 355  | ↘232 |

Половой состав
По данным Всероссийской переписи населения 2010 года в гендерной структуре населения мужчины составляли 45,9 %, женщины — соответственно 54,1 %.
Национальный состав
Согласно результатам переписи 2002 года, в национальной структуре населения русские составляли 61 % из 362 человек, мордва — 34 %. По данным переписи 2010 года русских в посёлке 69 %, мордвы — 27 %.

## Инфраструктура
Действуют детский сад, фельдшерско-акушерский пункт, дом культуры, библиотека и отделение Сбербанка.

## Улицы
Уличная сеть посёлка состоит из двух улиц:
- ул. Нефтяников
- ул. Спортивная